# Otto Lehmann
Otto Lehmann (Costanza, 13 gennaio 1855 – Karlsruhe, 17 giugno 1922) è stato un fisico tedesco.
Uno degli scopritori dei cristalli liquidi.

## Biografia
Otto era figlio di Franz Xavier Lehmann, insegnante di matematica nel sistema scolastico di Baden-Württemberg, con un forte interesse per i microscopi. Otto imparò a sperimentare e tenere registri di questi risultati. Tra il 1872 e il 1877, Lehmann studiò scienze naturali presso l'Università di Strasburgo e conseguì il dottorato di ricerca, sotto il cristallografo Paul Groth. Otto uso molto i polarizzatori nel microscopio in modo che egli potesse guardare il processo di cristallizzazione.
Inizialmente, diventò insegnante di fisica, matematica e chimica a Mülhausen (Alsazia-Lorena), e in seguito insegnò all'università di RWTH Aachen nel 1883. Nel 1889 succedette a Heinrich Hertz come capo dell'Istituto di Fisica a Karlsruhe.
Lehmann fu nominato al Premio Nobel nel 1913-1922 ma non vinse.

## Opere
- Selbstanfertigung physikalischer Apparate. Leipzig 1885.
- Molekularphysik (i.e. Molecular physics). 2 Bde, Leipzig 1888/89.
- Die Kristallanalyse (i.e. The Analysis of Crystals). Leipzig 1891.
- Elektricität und Licht (i.e. Electricity and Light). Braunschweig 1895.
- Flüssige Krystalle (i.e. Liquid Crystals). Leipzig 1904.
- Die scheinbar lebenden Krystalle. Eßlingen 1907.
- Die wichtigsten Begriffe und Gesetze der Physik. Berlin 1907.
- Flüssige Kristalle und ihr scheinbares Leben. Forschungsergebnisse dargestellt in einem Kinofilm. Voss, Leipzig 1921.